# Munich 2016
Munich 2016 ist ein Soloalbum von Keith Jarrett. Die Aufnahmen entstanden bei einem Konzert des Pianisten am 16. Juli 2016 in der Philharmonie am Gasteig in München. Der Mitschnitt erschien am 1. November 2019 auf ECM Records.

## Hintergrund
Der Mitschnitt entstand bei einem ausverkauften Solokonzert Jarretts im Rahmen seiner Europatournee. Für diese Aufnahme brach Jarrett mit seiner häufig angewandten Praxis von Live-Improvisationen, die ein oder zwei komplette Sets überspannten, wie er es bei Sun Bear Concerts (1978), Concerts Bregenz München (1982), Paris Concert (1990), La Scala (1997) und A Multitude of Angels (2016) tat. Hier schuf Jarrett vielmehr das, was in den Liner Notes als spontane „Suite“ bezeichnet wird, so Kritiker Karl Ackermann. „Beim Zuhören ist es nicht offensichtlich, dass die Sequenz ein so zielgerichtetes Ziel hat, aber das hat keine wirkliche Konsequenz. Alle bekannten Jarrett-Motive und -Themen sind hier.“ Munich 2016 widme freien Improvisationen wie dem dreizehnminütigen Part I, dem kurzen, rasanten Part VII und Part XI viel Raum. Jarrett kreiere ein durchdachtes Avantgarde-Stück mit Part X, Part IV und Part IX. „Pastoral“ klingende Lyrik in Echtzeit sei in Part V und Part VII zu erleben, so der Autor.
Es gebe auch gelegentlich mäandrierende Themen wie Part II und Part XI, in denen Melodien Gestalt annehmen, aber nie ganz entwickelt werden, doch dies seien seltene Ausnahmen im Gesamtprogramm. Jarretts Zugabenteil – ein äußerst beliebtes Segment seiner Konzerte – beginnt in München 2016 mit „Answer Me, My Love“, einem deutschen Lied aus dem Jahr 1953 („Mütterlein, Mütterlein, könnt' es nochmal so wie früher sein“ bzw. mit anderem Text „Glaube mir“). Der Song, der in Deutschland durch Leila Negra und Wolfgang Sauer (1954) bekannt wurde, war 1954 ein großer Hit für Nat King Cole/Nelson Riddle; er ist seit 2010 sowohl in Jarretts Trio- als auch in seinen Soloperformances ein fester Bestandteil seines Live-Repertoires. Die zweite Zugabe war ein Lied aus der Zeit der Great Depression; „It's a Lonesome Old Town“ wurde von Dutzenden Künstlern wie McKinney’s Cotton Pickers, Woody Herman & His Swingin' Herd, Ken Peplowski, Frank Sinatra, Lena Horne und Sting als Instrumental- und Gesangsstück aufgenommen und hier geschmackvoll wiedergegeben. Jarrett schließt die Zugaben mit „Over the Rainbow“ ab, was für die Live-Auftritte des Pianisten eine Art Erkennungsmelodie darstellt.

## Titelliste
- Keith Jarrett: Munich 2016 (ECM Records – ECM 2667/68, ECM Records – 779 3748)

| CD 1 1. Part I 13:58 2. Part II 7:23 3. Part III 6:15 4. Part IV 4:15 5. Part V 4:29 6. Part VI 6:08 7. Part VII 2:20 | CD 2 1. Part VIII 8:08 2. Part IX 3:27 3. Part X 7:44 4. Part XI 9:01 5. Part XII 3:19 6. Answer Me, My Love (Fred Rauch, Gerhard Winkler) 4:40 7. It's a Lonesome Old Town (Charles Kisco, Harry Tobias) 5:43 8. Somewhere over the Rainbow (E. Y. Harburg, Harold Arlen) 6:43 |

## Rezeption
Karl Ackermann rezensierte das Album für All About Jazz und verlieh ihm 4½ (von fünf) Sterne. Seiner Ansicht nach zeigte sich der Pianist mit seinen improvisatorischen Fähigkeiten in Höchstform. „Die Vielfalt und der unerbittliche Erfindungsreichtum des Improvisators sind nach wie vor erstaunlich. Es ist möglich, Jarretts Dutzend Live-Solosammlungen anzuhören – einschließlich Box-Set- und Multi-Disc-Veröffentlichungen – und nie das Gefühl bekommen, dass sie das übliche Terrain abdecken. Abgesehen von den auf Standards ausgerichteten Zugaben kann Nostalgie nicht mit der emotionalen Kraft von Jarretts spontanen Kreationen mithalten.“
Roland Spiegel (BR-Klassik), der auch beim Konzert zugegen war, das für ihn ein „ein musikalisches Ausnahme-Ereignis“ war, lobte das Album. Munich 2016 zeige Jarretts Spiel in außergewöhnlicher Intensität. Eines der Teilstücke des gut 90-minütigen Konzerts – mit dem nüchternen Titel Part III – gehöre seiner Ansicht nach „zu den ergreifendsten Stücken, die Keith Jarrett je eingespielt hat. Es entwickelt sofort einen Sog. Frei improvisiert, ganz aus dem Moment geschöpft. Wie man anderen beim Denken zusehen kann, kann man Jarrett beim Erfinden und Formen von Musikstücken beobachten – auch wenn man ihn nur hört und nicht dabei sieht. Die Töne können dabei sehr unterschiedlich sein.“ Im ersten langen Stück des Mitschnitts „glaubt man zu spüren, dass seine Musik ganz nah am Leben sein kann und keineswegs ein abgehobenes ästhetisches Produkt ist. Das Schöne und das Dramatische hat bei Jarrett gleichermaßen Platz. In zwölf Teilstücken und drei Zugaben sind alle Facetten da: nervöses Wirbeln, gospelartiges Schwelgen, zartes Schweben, free-jazziges Rumoren, trillernde Anmut und kantiger Blues.“
Johannes Kaiser (SWR) schrieb: „Virtuos spannt der damals 71-jährige Musiker auf der Einspielung den Bogen zwischen wilder Ekstase, die an Free Jazz erinnert, und an europäischer Klassik geschulter Harmonik. Die einzelnen Takes zitieren Blues- und Jazzklänge und lauschen weichen, fließenden Harmonien hinterher.“
Patrick Hadfield (London Jazz News) lobte die Veröffentlichung des Mitschnitts: „Auf zwei CDs verteilen sich über 90 Minuten intensiver, packender improvisierter Musik.“ Die Musik sei beeindruckend. Jarrett tauche direkt in die längste und intensivste seiner Improvisationen auf der Platte ein, Part I. Sie habe Tiefe und emotionales Gewicht, schreibt Hadfield, sei jedoch vielleicht der am wenigsten zugängliche Track auf dem Album. Wenn Jarrett viel im unteren Register spiele, fühle es sich ziemlich düster an. es sei auch das abstrakteste Stück auf der Platte. An anderer Stelle habe Jarrett eine leichtere, noch optimistischere Note. Part III sei ein liebevolles, sanftes meditatives Stück, das wie ein von Bach geschriebenes spirituelles Stück klinge. Der Blues und die Spirituals spielen an anderer Stelle auf der Platte eine Rolle. Part IV fühle sich rau an – Jarretts berühmte (oder berüchtigte) Vokalisationen klingen wie eine freudige Reaktion auf das, was er spielt. Part IX sei ein weiterer Blues, der manchmal ein lebhaftes Stück Boogie-Woogie-Piano berührt. An anderen Stellen wie den Parts V, VIII und X sei die Musik reflektierend, leicht und suchend, mit viel Raum darin – fast romantisch. Die Parts VII und XII wiederum wären fast das Gegenteil, meint der Autor, spröde und eckige Stücke.

## Erfolg
Das Album erreichte in den Monaten November und Dezember 2019 für zwei Monate die Spitze der deutschen Jazzcharts. Am Ende des Jahres belegte das Album Rang zehn in den deutschen Jazz-Jahrescharts.